# Universidad de Colonia
La Universidad de Colonia (en alemán, Universität zu Köln) es una de las universidades más antiguas en Europa y, con más de 44.000 estudiantes, una de las mayores universidades de Alemania. Es el miembro fundador en Alemania de la Comunidad Europea de Escuelas de Gestión (CEMS) y del Grupo Coimbra. 

## Historia

### 1388–1798
La universidad de Colonia se estableció en 1388 y es la cuarta universidad del Sacro Imperio Romano Germánico después de la Universidad Carolina (1348), la Universidad de Viena (1365) y la Universidad de Heidelberg (1386). El estatuto lo firmó el Papa Urbano VI. La universidad comenzó su labor educativa el 6 de enero de 1389.
En 1798, la universidad fue abolida por los franceses, que habían invadido Colonia en 1794, porque sus profesores, deseosos de preservar la independencia de la universidad, se negaron a jurar obediencia a la República Francesa. Sin embargo, el último rector, Ferdinand Franz Wallraf, se escondió, llevando consigo y preservando el Gran Sello de la Universidad, que también se usa en el siglo XXI.

### 1919–hoy
En 1919, el entonces gobierno prusiano respaldó la decisión del ayuntamiento de la ciudad de Colonia de restablecer la universidad. El 19 de mayo de 1919, el entonces alcalde Konrad Adenauer firmó el estatuto de la universidad moderna.
En ese momento, la universidad estaba compuesta por la Facultad de Comercio, Economía y Ciencias Sociales (sucesora de los Institutos de Comercio y de Administración Comunal y Social) y la Facultad de Medicina (sucesora de la Academia de Medicina). En 1920 se añadieron la Facultad de Derecho y la de Artes, de las que más tarde se segregaría la Escuela de Matemáticas y Ciencias Naturales en 1955 para crear una facultad propia. En 1980, los 2 departamentos de Colonia de la Escuela de Educación de Renania se adhirieron a la universidad como las facultades de Educación y Educación Especial.
La Universidad se destaca en los ámbitos de la economía, del derecho y el comercio.

## Organización
La Universidad de Colonia la dirige el Estado de Renania del Norte-Westfalia y está dividida en 6 facultades, que ofrecen un total de 200 campos de estudio. Las facultades son de Gestión, Economía y Ciencias Sociales, Derecho, Medicina (con la universidad clínica afiliada), Arte, Matemáticas y Ciencias Naturales y Ciencias Humanas.

### Rector
El 24 de noviembre de 2004, Axel Freimuth fue elegido rector de la universidad por cuatro años. Freimuth sucedió a Tassilo Küpper y es el 49. rector desde 1919.

## Estudiantes y facultades

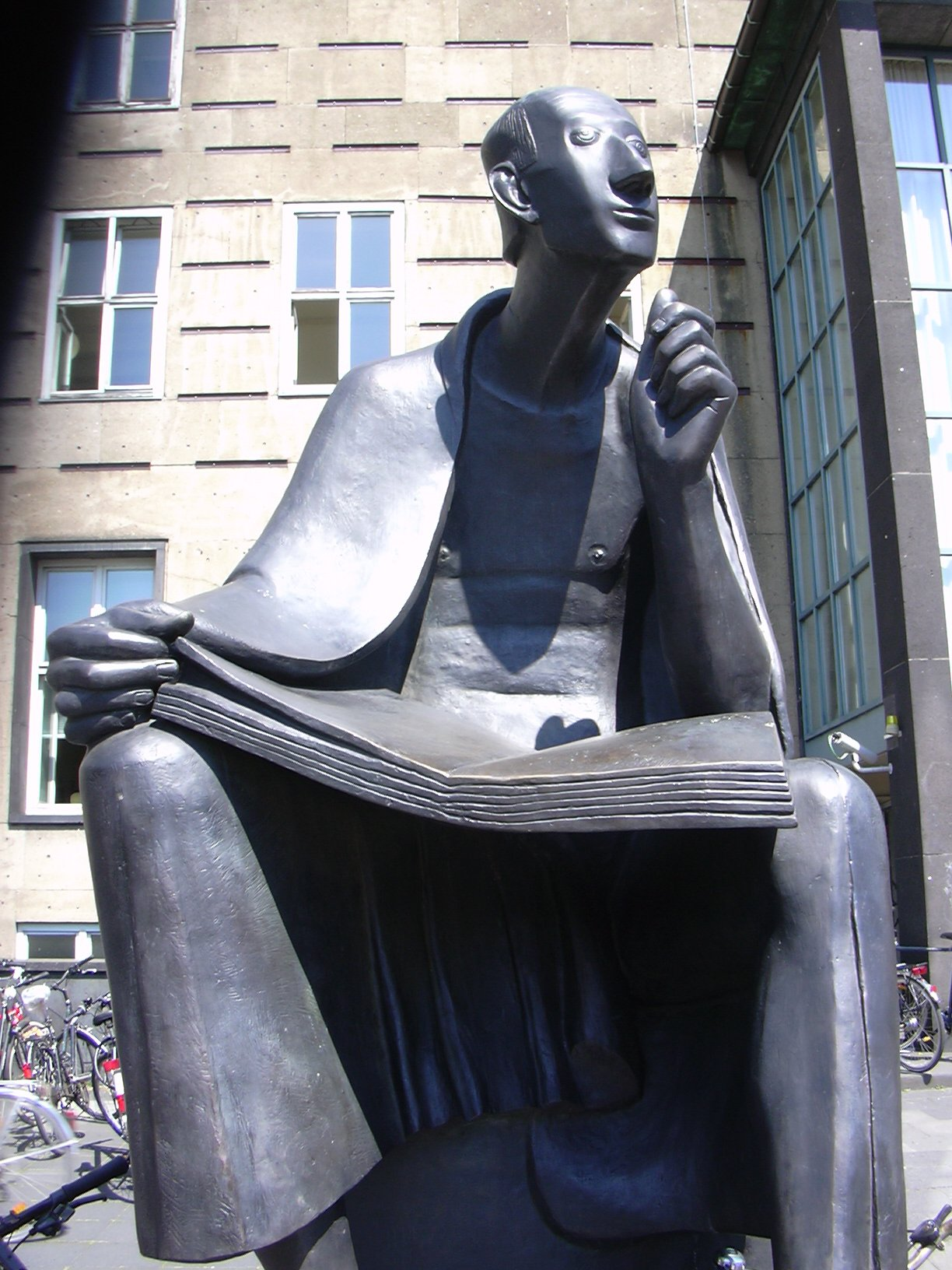
Monumento a Alberto Magno frente al edificio central de la universidad.

En 2005 se registraron en la universidad 47.203, 3.718 ya graduados. En 2003, el número de estudiantes de posdoctorado era de 670.
El número de estudiantes internacionales fue 6.157 en 2005, lo que supone el 13% del total de estudiantes. De ellos, los pertenecientes a países en desarrollo era de aprox. 60%, representando un total de 123 naciones. Los países más representados fueron Bulgaria (10.5%), Rusia (8.8%), Polonia (7.4%), China (6.2%) y Ucrania (5.7%).
Hay 508 profesores en la universidad, entre ellos 70 mujeres. Además, la universidad da trabajo a 1.549 empleados de investigación con 765 adicionales en la clínica y otros 1.462 (3.736 en la clínica).

## Alumnos y profesores célebres
Algunos de los más destacados han sido:
- Alberto Magno; Obispo
- Tomás de Aquino, alumno de Alberto Magno;
- Kurt Alder, Premio Nobel de Química de 1950;
- Peter Grünberg, Premio Nobel de Física 2007;
- Heinrich Böll, Premio Nobel de Literatura;
- Karl Carstens, presidente de la República Federal de Alemania, 1979 – 1984;
- Gustav Heinemann, presidente de la República Federal de Alemania, 1969 - 1974;
- Karolos Papoulias, presidente de Grecia.
- Heinrich Cornelius Agrippa von Nettesheim, Abogado, Alquimista y Ocultista Alemán.

### Historia de la universidad
- Erich Meuthen: Kölner Universitätsgeschichte, Band I: Die alte Universität, 1988, ISBN 3-412-06287-1
- Bernd Heimbüchel und Klaus Pabst: Kölner Universitätsgeschichte, Band II: Das 19. und 20. Jahrhundert, 1988, ISBN 3-412-01588-1
- Erich Meuthen (Hrsg.): Kölner Universitätsgeschichte, Band III: Die neue Universität – Daten und Fakten, 1988, ISBN 3-412-01688-8